# فالتر مايسنر
فرتز فالتر مايسنر (بالألمانية:Fritz Walther Meißner) عالم فيزياء ألماني، اكتشف في عام 1933 ظاهرة مايسنر، وتخميد (تثبيط) المجال المغناطيسي في الموصلات الفائقة.